# Фёдорова, Зоя Александровна
Зо́я Алекса́ндровна Фёдорова (6 сентября 1931, Нижняя Мушка, Сернурский район, Марийская автономная область, Горьковский край, РСФСР, СССР — 19 февраля 2010, Сернур, Марий Эл, Россия) — марийский советский государственный деятель и педагог. Депутат Верховного Совета СССР 7-го созыва (1966—1970).

## Биография
Родилась 6 сентября 1931 года в деревне Нижняя Мушка ныне Сернурского района Марий Эл в семье председателя местного колхоза, депутата Верховного Совета СССР 1-го созыва А. И. Фёдорова.
В 1950 году окончила Сернурское педагогическое училище, в 1955 году  — Марийский педагогический институт имени Н. К. Крупской. 
Работала учителем русского языка и литературы в средних школах Сернурского района Марийской АССР: в 1955—1969 годах — Мустаевской, в  1969—1972 годах — Сернурской, в 1972—1986 годах — Лажъяльской школы.
В 1966—1970 годах избиралась депутатом Верховного Совета СССР 7-го созыва.
За вклад в развитие среднего образования в Марийском крае в 1960 году удостоена почётного звания «Заслуженный учитель школы Марийской АССР». Награждена орденом «Знак Почёта» и медалями.
Ушла из жизни 19 февраля 2010 года в п. Сернур Марий Эл.      

## Признание
- Заслуженный учитель школы Марийской АССР (1960)[1][3]
- Орден «Знак Почёта» (1966)[1][3]